# Juan Carlos Mendizábal
Ángel Vázquez más conocido como Juan Carlos Mendizábal, (6 de julio de 1950 - 4 de enero de 2012), fue un periodista argentino. Estuvo casado con la actriz María Valenzuela y tuvo tres hijos: Malena, Julián y Juan.

## Biografía
Comenzó su carrera periodística en el año 1973 en Radio Splendid, luego en Radio Mitre y más tarde en Radio Rivadavia (1978).
En agosto de 1974 se incorporó a Canal 13 de Buenos Aires (ex Proartel actualmente Artear S.A.). Allí se desempeñó como notero, y luego conductor y relator de programas deportivos. En 1984 fue contratado por el entonces conocido Canal 11 de Buenos Aires (ahora Telefe) allí condujo un noticiero (el de mayor éxito del momento) llamado La Noticia: Primera Edición (1984-1988) junto a Juan Carlos Rousselot y Amalia Rosas. El gerente de noticias del canal era el recordado periodista Luis Clur. 
En 1991 vuelve a Canal 13 convocado por el conductor Nicolás Repetto para coconducir junto a él y a María Laura Santillán "Fax" durante dos años, donde ganan el primer Martín Fierro de Oro. Luego en 1993 vuelve a Telefe para conducir junto al desaparecido periodista Néstor Ibarra "Cuando calienta el sol" programa que se emitía por esa señal de lunes a viernes a las 13:00.
En 1995 lo contrató Marcelo Tinelli para su programa El show de Videomatch y a la vez es notero de Juan Alberto Mateyko en la llamada "Movida del verano" que también se emitía por Telefe. Mendizábal hizo la producción general y la voz de "Supermatch", un programa de juegos para chicos y toda la familia que se emitía por Telefe.
"Pichuqui" así conocido por la gente, relató cuatro mundiales para la televisión argentina, 1978 en Argentina, 1982 en España, 1986 en México y 1990 en Italia.
Relató cuatro ediciones de Copa Libertadores de América para Canal 13 de Buenos Aires, Argentina.
Relató seis ediciones de "Copa de Fútbol de Verano Mar del Plata". Acompañó al campeón mundial de los welters Carlos Monzón en cinco de sus catorce defensas de campeonatos mundiales. Acompañó a Guillermo Vilas, José Luis Clerc y Gabriela Sabatini comentando en Argentina y en el exterior los grandes torneos que disputaron para Canal 13 de Buenos Aires y LR4 Radio Splendid. Fue productor periodístico del programa "Duro de acostar" (1997) que condujo Roberto Pettinato por Telefe.
Falleció en Buenos Aires el 4 de enero de 2012 de cáncer de hígado.